# Miriam Gonczarska
Miriam Gonczarska (ur. 24 listopada 1972 w Warszawie) – polska dziennikarka, publicystka, działaczka społeczności żydowskiej, pierwsza przewodniczka duchowa (maharat) z Europy Środkowo-Wschodniej.

## Życiorys
Urodziła się w Warszawie w rodzinie polsko-żydowskiej. Jest córką poety i dziennikarza Edmunda Gonczarskiego (Mendla Garncarskiego; 1922–1979). W 1994 ukończyła LXI Liceum Ogólnokształcące w Warszawie.
Od początku lat 90. XX wieku związana była z odbudową społeczności żydowskiej w Polsce, współtworzyła pismo Jidele, współpracowała z czasopismem Midrasz, a także była koordynatorką programów edukacyjnych przy Związku Gmin Wyznaniowych Żydowskich i redaktorką hebrajskiej sekcji Kol Polin Polskiego Radia dla Zagranicy. Jej teksty publikowane były w czasopismach takich jak Więź, Gazeta Wyborcza, czy Przegląd Powszechny. Występowała w roli eksperta w dziedzinie prawa i religii żydowskiej, zarówno w programach telewizyjnych (m.in. Babilon w TVN24, Piąta strona nieba w Religia.tv), jak i w prasie (m.in. Wprost). Współtworzyła przy Gminie Wyznaniowej Żydowskiej w Warszawie reformowaną społeczność Ec Chaim.
Obecnie jest członkinią Rady i sekretarzem Rady Religijnej Związku Gmin Wyznaniowych Żydowskich w RP, zarządu Stowarzyszenia Kobiet Żydowskich, członkinią B’nai B’rith Polska i Stowarzyszenia Żydowski Instytut Historyczny. Pełniła także funkcje członkini Zarządu Polskiej Rady Chrześcijan i Żydów oraz członkini Komisji Rewizyjnej Gminy Wyznaniowej Żydowskiej w Warszawie (do 2014).
Studiowała w Izraelu oraz w Stanach Zjednoczonych. W 2015 ukończyła Yeshivat Maharat w Nowym Jorku i została pierwszą maharat w historii Europy i jednocześnie pierwszą maharat w historii Polski.
Współpracowała z portalem Jewish.org.pl.